# Быхова Слобода
Быхова Слобода  — деревня в Ржевском районе Тверской области. Входит в состав сельского поселения «Есинка».

## География
Находится в южной части Тверской области на расстоянии приблизительно 2 км по прямой на юго-восток от города Ржев.

## История
Деревня была отмечена еще на карте 1825 года. В 1859 году здесь (деревня Ржевского уезда Тверской губернии) было учтено 33 двора.

## Население
Численность населения: 337 человек (1859 год), 9 (русские 100 %) в 2002 году, 6 в 2010.